# Wincenty Gabryjelski
Wincenty Gabryjelski (ur. 5 kwietnia 1895 w Kowalu, zm. 31 maja 1960 we Włocławku) – działacz komunistyczny i związkowy, radny miejski i przewodniczący Miejskiej Rady Narodowej we Włocławku (od 1949).
Po ukończeniu 4 klas szkoły podstawowej we Włocławku terminował w zawodzie szewca, później pracował jako szewc. XII 1914 wcielony do rosyjskiej armii, w której służył do III 1918. Po powrocie do Włocławka w 1919 podjął działalność związkową i został sekretarzem oddziału Związku Zawodowego Robotników Przemysłu Skórzanego we Włocławku, później był skarbnikiem i przewodniczącym Zarządu. 1920–1921 służył w WP, w maju 1924 wstąpił do KPRP. Kolportował komunistyczną literaturę, w jego domu odbywały się zebrania członków komórki KPP działającej wśród szewców i związkowców. Działał również w MOPR i zbierał składki na rzecz więźniów-komunistów. Wiosną 1939 wybrany radnym do Rady Miejskiej Włocławka z listy związków zawodowych i PPS. Podczas okupacji był robotnikiem w niemieckim warsztacie szewskim, w 1945 wstąpił do PPR, potem PZPR. Przewodniczący Miejskiej Komisji Kontroli Partyjnej we Włocławku, w 1949 z ramienia PZPR kandydował do Miejskiej Rady Narodowej (MRN) i został jej przewodniczącym. Później zrezygnował ze stanowiska z powodu złego stanu zdrowia i został kierownikiem administracyjnym Spółdzielni Szewskiej im. Naftalego Botwina. W 1955 odznaczony Krzyżem Oficerskim Orderu Odrodzenia Polski. Od 1956 na emeryturze.